# Al-Asarijja
Al-Asarijja (arab. الأثرية) – wieś w Syrii, w muhafazie Aleppo. W 2004 roku liczyła 374 mieszkańców.